# Mood 4 Luv (アルバム)
『Mood 4 Luv』（ムード・フォー・ラヴ）は、SKOOP（現Skoop On Somebody）の2枚目のアルバム。1998年10月21日に発売された。

## 概要
5thシングルの『Mood 4 Luv』と同時発売。
「Everlasting Love」には平井堅がコーラスとして参加している。
初回盤は銀帯部分がシールになっている。

## 収録曲
作詞・作曲・編曲：SKOOP（特記以外）
1. 月に願いを
2. Mood 4 Luv
3. WANNA BE YOUR BOYFRIEND
4. 想い
5. 壊したい (Album mix)
  - 作詞：牧穂エミ
6. ONE NITE DRIVIN'
  - 作詞：童子-T・SKOOP
7. Mellow Groove
8. さよならのパスワード
9. Everlasting Love
10. 時計